# الجبين (حلي)
الجبين الجزائريحيث تضعه المرأة الجزائرية فوق الرأس مع القندورة القسنطيني لتتزين به فهو حلي تقليدي شهد انتشارا واسعا في عالم الموضة والتي توارثها وحافظ عليها الجزائريون جيلا بعد جيل. تم صنيفه رسميا لدى اليونسكو ضمن اللباس التقليدي للشرق الجزائري سنة 2024

## الأنواع
لهذا الموروث الثقافي عدة أنواع من الجبين الجزائري التي تختلف بحسب كل منطقة منها:
- الجبين تلبسه المرأة الجزائرية في الشرق الجزائري مع القندورة القسنطينية.[2]
- خيط الروح الذي ترتديه النساء في مدينة الجزائر عادةً مع الكاراكو مرفقا بوشاح حريري طويل يُسمى محرمة الفتول.[2][4][5]
- الزروف التلمساني تلبسه المرأة الجزائرية في الغرب الجزائري مع الشدة التلمسانية ومع القفطان.[2]
- الجبين أو تعصبت في منطقة الشاوية والقبايل.[2]

### الجبين الشاوي
تتميز بخلوها من الألوان إلاّ من الألوان الأساسية الأزرق، الأخضر، الأصفر بدرجة أقل ولون المرجان الأحمر وهو الأكثر طغيانا الذي يتزاوج بالفضة الأوراسية الشاوية مشكّلا هعصّابث أو ما يسمى بأجبين والذي هو عبارة عن مجموعة من القطع الفضية مربعة الشكل تتصل فيما بينها وتوضع فوق الجبين لتغطي نصف دائرة الرأس الأمامية ويصل طرفاها بقطعة قماش أو بسلسلة من فضة تكون على شكل مغلاق.